# Templo Ananta Vasudeva

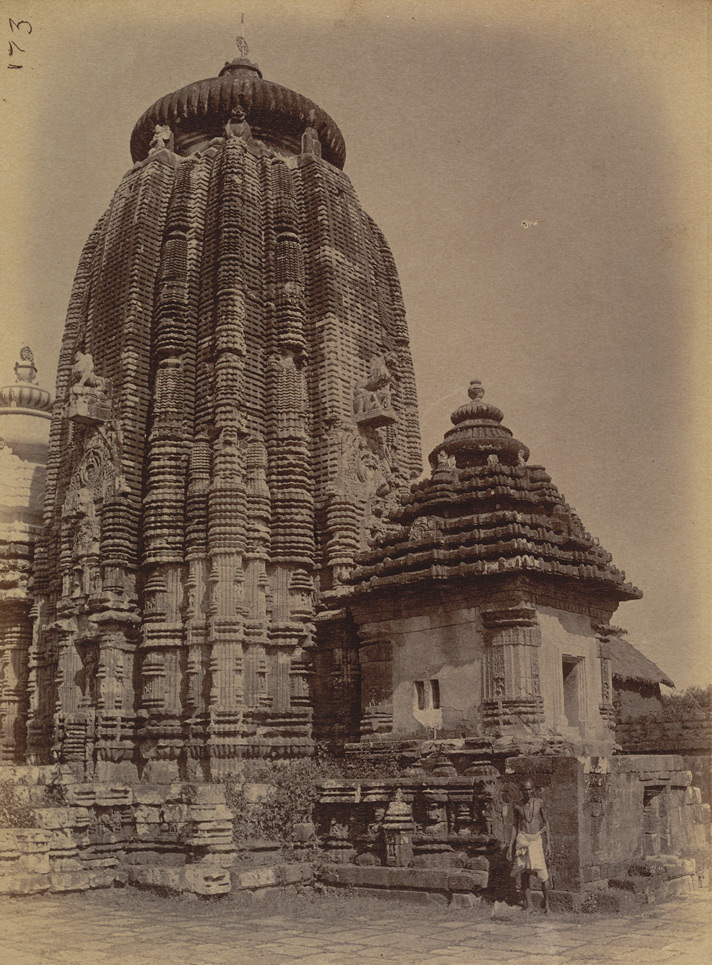
Capilla y lado oriental del templo Ananta Vasudeva; fotografía tomada en 1869 por un tal William Henry Cornish, de las Archaeological Survey of India Collections (recolecciones del relevamiento arqueológico de India); galería en línea de la Biblioteca Británica.

El templo Ananta Vasudeva se encuentra en la ciudad de Bhubaneshwar (en el estado indio de Orissa).
El Ananta Vasudeva es uno de los templos más antiguos de Bhubaneshwar. Fue construido por orden de Chandriká, la hija de Anangabhima III, durante el reinado del rey Bhanudeva.
Fue inaugurado en 1278.

## Descripción
El santuario y el vestíbulo se encuentran sobre una plataforma ornamentada. Las paredes del santuario tienen esculturas de los avatares de Vishnú. El vestíbulo está elaboradamente ornamentado y presenta frisos con elefantes y procesiones.
La torre sobre el santuario tiene casi 19 metros de altura. Este templo continúa el plan y el diseño decorativo del templo de Lingarash (de fines del siglo XI pero en una escala más pequeña).muy antigua

## Deidades adoradas
En el templo se adoran diariamente las deidades del dios Krishná (que sostiene una maza y una caracola), su hermano Balarama (que se encuentra de pie bajo una serpiente de siete cabezas (el dios Shesha) y su hermana Subhadrá.
También hay deidades de Rama, Sita, Lákshman y Jánuman.

### Detalle teológico
Generalmente las deidades de Krishná no sostienen nada (excepto a veces una flauta, para divertirse).
Los gaudiia vaishnavas (el vishnuistas de Bengala) creen que cuando Krishná utiliza armas (como la maza) en realidad por unos momentos se convierte en su expansión Vishnú, ya que Krishna nunca trabaja (ni siquiera para matar demonios). Por eso esta expansión de Krishná no se considera el Krishna original (origen de Vishnú) sino un avatara de Vishnú, de dos brazos.
- Datos: Q2578551
- Multimedia: Ananta Vasudeva Temple / Q2578551